# Vũ Bích Hường
Vũ Bích Hường (sinh năm 1969) là một cựu vận động viên điền kinh người Việt Nam. Cô được xem là một trong những tượng đài của làng điền kinh Việt Nam.

## Tiểu sử
Vũ Bích Hường sinh năm 1969. Cô thi đấu điền kinh từ năm 16 tuổi. Đến năm 18 tuổi cô lập kỷ lục quốc gia ở nội dung 100m rào. Nhưng chỉ 2 năm sau, cô giã từ đường chạy, lập gia đình và sinh con. Nhờ sự động viên của Huấn luyện viên, cô quyết định trở lại thi đấu và nhanh chóng đoạt ngay HCV 100m rào giải vô địch quốc gia 1992. Năm 1993, lần đầu tiên dự SEA Games tại Singapore, cô giành được HCĐ. 2 năm sau đó, với việc đoạt HCV nội dung 100 mét rào nữ tại SEA Games 18 cô đi vào lịch sử khi trở thành nhà vô địch SEA Games đầu tiên của điền kinh Việt Nam. Ở giải này cô đã xuất sắc đánh bại tượng đài Elma Muros, người đoạt tổng cộng 15 HCV qua các kỳ SEA Games và khi đó được xem là không có đối thủ tại Đông Nam Á. trên đấu trường thế giới, cô từng 2 lần tham dự Olympics 1996 tại Atlanta và Olympics 2000 tại Sydney. Sau SEA Games 22 cô chính thức giã từ sự nghiệp vận động viên ở tuổi 34 để chuyển sang làm huấn luyện viên.

## Thành tích[3]
- HCV SEA Games 18
- HCB SEA Games 19, 20, 22
- HCĐ SEA Games 17, 21
- Hạng 4 nội dung 100m rào nữ tại Giải vô địch điền kinh châu Á 2000

## Đời tư
Trước Tết nguyên đán 2015 cô bị tai nạn giao thông. Vụ tai nạn đã khiến chị bị sụp đốt sống số 4, 5. Chân trái tê liệt, mất sạch cảm giác, tong teo dần. Cô có hai người con trai. Trong đó người con trai lớn Nguyễn Ngọc Quang cũng là vđv điền kinh, đã giành HC vàng giải VĐQG và tham dự SEA Games 2015 nội dung 110 mét rào nam. Người con trai nhỏ bị chứng rối loạn tâm lý. Chồng cô đã qua đời vì bị ung thư phổi.